# Felsőlóc
Felsőlóc (szlovákul Horné Lovčice)  Bresztovány településrésze, korábban önálló falu Szlovákiában, a Nagyszombati kerületben. a Nagyszombati járásban.

## Fekvése
Nagyszombattól 7 km-re keletre fekszik.

## Története
1290-ben Loch néven említik először. Neve a szláv lovčice (= vadászok, fogók) szóból származik. Előtagja Alsólóctól különbözteti meg, melytől a századok során vált szét.
Vályi András szerint "Alsó, és Felső Lócz. Két tót falu Posony Várm. földes Uraik Ambró, és több Uraságok, Felsőnek pedig G. Illésházy Uraság, lakosaik katolikusok, fekszik Alsó Lécz Zavarhoz közel, Felső pedig Nagy Brezoványnak szomszédságában, és annak filiája, földgyeik meg lehetősek, 3 fordúlóra fel van osztva, legelője, fája, réttye, és kevés szőleje Felső Lócznak van, Alsónak pedig határját a’ Vág Dunának áradásai rongállyák."
Fényes Elek szerint "Locz (Alsó és Felső), két egymás mellett fekvő tót falu, Poson vmegyében, a Dudvágh mellett, N. Szombathoz 1 mfld. Az első 580 kath., 52 zsidó, a második 340 kath., 5 evang., 32 zsidó lak., s vízimalmokkal F. u. többen."
A trianoni békeszerződésig Pozsony vármegye Nagyszombati járásához tartozott.

## Népessége
1910-ben 424, túlnyomórészt szlovák lakosa volt.
2001-ben Bresztovány 1961 lakosából 1945 szlovák volt.

## Külső hivatkozások
- Felsőlóc Szlovákia térképén